# Suomussalmi
Suomussalmi [ˈsuɔmusːɑlmi] ist sowohl eine Gemeinde im Nordosten Finnlands als auch der größte Ort in dieser Gemeinde. Während die Gemeinde bereits 1867 im Zuge der Abtrennung aller finnischen Landgemeinden von der Kirchenverwaltung gegründet wurde, erhielt der Ort Suomussalmi seinen Namen erst 1996.

## Die Gemeinde
Suomussalmi gehört zu Nordfinnland und grenzt im Osten an die russische Republik Karelien. Sie ist Teil der Landschaft (finn. maakunta) Kainuu. Die Region ist sehr dünn besiedelt, nur 7367 Einwohner (Stand: 31. Dezember 2022) leben auf einer Fläche von mehr als der doppelten Größe des Saarlands.
Die Landschaft ist geprägt von bewaldetem Hügelland, Sümpfen und Seen, die gut zehn Prozent der Gemeindefläche einnehmen. Im Mittel liegt das Land etwa 200 m über dem Meeresspiegel. Die Region ist bekannt für gute Wasserwandermöglichkeiten, mehrere Stromschnellen bieten Abwechslung. Der größte See Kiantajärvi liegt in der Mitte der Gemeinde, ist 45 km lang und hat eine Wasserfläche von 191,15 km². Überwiegend im westlichen Teil der Region wird Holzwirtschaft betrieben, vorherrschende Baumarten sind Kiefer und Fichte. In der Wildnis des grenznahen östlichen Teils gibt es Bären, Wölfe, Vielfraße und Luchse.
Verwaltungszentrum und zugleich größter Ort ist Suomussalmi mit seinem alten Ortskern Ämmänsaari (zu dieser Benennung siehe nachstehende Erklärung), der an der Südseite des Sees Kiantajärvi liegt. 

Weitere Orte der Gemeinde sind Alajärvi, Ala-Vuokki, Hossa, Jumaliskylä, Juntusranta, Kaljuskylä, Kerälä, Kiannanniemi, Korpela, Kuivajärvi, Myllylahti, Näljänkä, Pesiökylä, Piispajärvi, Pitämä, Pyhäkylä, Raate, Ruhtinansalmi, Siikaranta, Suomussalmen kirkonkylä, Vaaranniva und Yli-Vuokki.

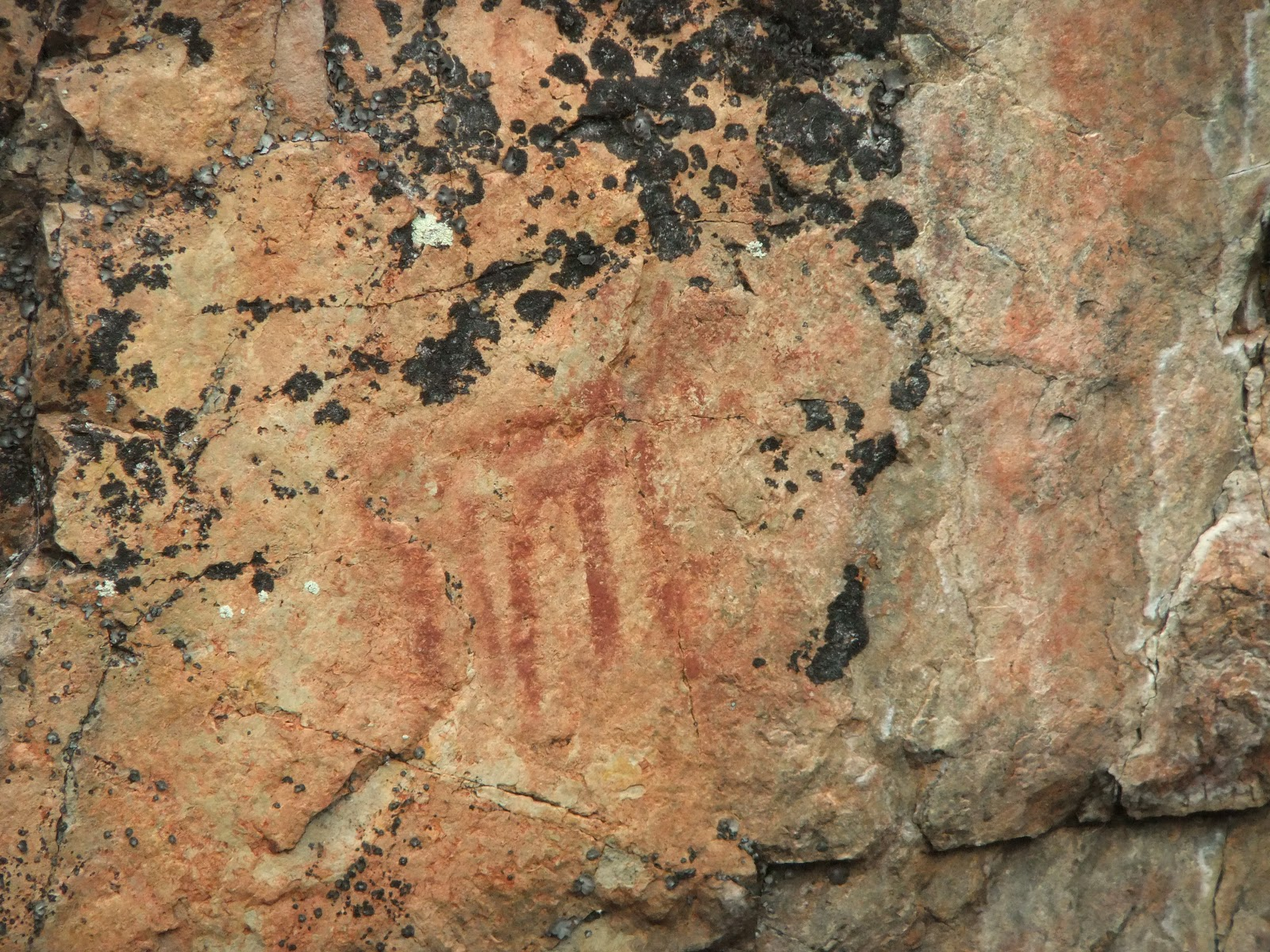
Värikallio-Felsmalerei bei Hossa aus der Zeit 2500 bis 1500 v. Chr.

Wichtige Nord-Süd-Durchgangsstraßen sind die Staatsstraße 5 (Europastraße E 63) und die touristische Via Karelia.
Seit 1994 bildet die an der Fernstraße 5 etwa 30 km nördlich vom Ort Suomussalmi auf einem freien Feld gelegene Installation Das stille Volk (finn. Hiljainen kansa) des finnischen Künstlers Reijo Kela mit ihren über eintausend Figuren einen besonderen Anziehungspunkt.
In der Gemeinde Suomussalmi liegen einige der bedeutendsten steinzeitlichen Fundstellen Finnlands. Die Region war schon vor 10.000 Jahren bewohnt. Nahe dem Ort Hossa befinden sich die ältesten Felszeichnungen Finnlands. Sie stammen aus der Zeit 2500 bis 1500 v. Chr. Die reiche Frühgeschichte der Region wird im Museumskomplex Jalonniemi auf der Halbinsel gleichen Namens am Kiantajärvi-See dokumentiert.
In der jüngeren Geschichte Finnlands kommt Suomussalmi eine besondere Bedeutung als Schauplatz der Schlacht von Suomussalmi zu, der blutigsten Schlacht des Winterkriegs zwischen Finnland und der Sowjetunion. Um die Jahreswende 1939/40 gelang es hier finnischen Verbänden, den Vormarsch der Roten Armee aufzuhalten. Zahlreiche Denkmäler in der betroffenen Region erinnern an das Geschehen, unter anderem Alvar Aaltos Flammen in der Nähe des Ortes Suomussalmi.

## Der Ort Suomussalmi
Der Gebrauch des Ortsnamens Suomussalmi gibt Anlass zur Verwirrung. Bis zu den Kämpfen des Winterkriegs gab es den Ort Suomussalmen kirkonkylä (finn. für Kirchdorf Suomussalmi) auf der südöstlichen Seite des Kiantajärvi-Sees. Dort befand sich nicht nur die Kirche, sondern auf Beschluss der ersten Gemeindeversammlung am 12. Oktober 1867 auch der Sitz der Gemeindeverwaltung. Nach der völligen Zerstörung des Ortszentrums im Dezember 1939 verlegte man die Verwaltung in den seinerzeit noch kleinen Ort Ämmänsaari auf der wenige Kilometer südlicher gelegenen gleichnamigen Insel Ämmänsaari (finn. für Hündin-Insel). Das neue Gemeindezentrum wuchs und breitete sich auf das Umland aus, auch dadurch befördert, dass die Fernstraße 5 (E 63) durch diesen Ort führt. Im Jahr 1996 wurde von der Gemeinde der Beschluss gefasst, diesem neu entstandenen Hauptort der Gemeinde den Ortsnamen Suomussalmi zu geben, man beließ aber dem alten Ortskern den Namen Ämmänsaari. So kommt es, dass trotz Umbenennung dieser Ortsname noch weiterhin in Gebrauch ist. Das Kirchdorf Suomussalmen kirkonkylä ist wieder aufgebaut worden und hat 1950 eine neue Kirche erhalten, ein Gräberfeld erinnert an die dort Gefallenen der beiden finnisch-sowjetischen Kriege (1939–1940, 1941–1944).
In Suomussalmi befindet sich der Endbahnhof Ämmänsaari einer bis dort am 1. Dezember 1955 eröffneten 92 Kilometer langen Bahnstrecke vom Kontiomäki (der erste Abschnitt von Kontiomäki bis Hyrynsalmi war bereits seit 1. Dezember 1939 in Betrieb). In Kontiomäki befindet sich auch der nächstgelegene Bahnhof für Personenverkehr, denn die nicht elektrifizierte Strecke nach Ämmänsaari dient seit 1966 nur noch dem Güterverkehr; gelegentlich verkehren auch Museumszüge. Den größten Teil des Frachtaufkommens machen Holztransporte des Papier- und Holzprodukte-Unternehmens UPM-Kymmene aus. Im Ortsteil Ämmänsaari wird seit Ende der 1950er Jahre ein Wasserkraftwerk betrieben. Der nächste Flughafen liegt 110 km südwestlich in Kajaani.

## Politik
Wie allgemein in den ländlichen Gegenden Nordfinnlands ist auch in Suomussalmi die Zentrumspartei die stärkste politische Kraft. Bei der Kommunalwahl 2017 erhielt sie mehr als die Hälfte der Stimmen; im Gemeinderat, der höchsten Entscheidungsinstanz bei lokalen Angelegenheiten, verfügt sie mit 17 von 31 Sitzen über die absolute Mehrheit. Zweitstärkste Kraft ist das Linksbündnis, das hier überproportional stark vertreten ist. Es konnte knapp ein Drittel der Stimmen auf sich vereinen und hat zehn Sitze im Gemeinderat inne. Die konservative Nationale Sammlungspartei konnte mit einem Stimmenanteil von 9,4 Prozent drei Mandate erringen, während die rechtspopulistischen Wahren Finnen von zuvor 12,2 auf 4,9 Prozent fielen und im Gemeinderat mit nur noch einem Sitz vertreten sind.
| Partei                    | Wahlergebnis 2017 | Sitze |
| ------------------------- | ----------------- | ----- |
| Zentrumspartei            | 53,7 %            | 17    |
| Linksbündnis              | 29,9 %            | 10    |
| Nationale Sammlungspartei | 9,4 %             | 3     |
| Wahre Finnen              | 4,9 %             | 1     |

## Gemeindepartnerschaften
- Kalewala, Russland
- Nordmaling, Schweden

## Söhne und Töchter
- Kaarlo Juho Ståhlberg (1865–1952), der erste Präsident Finnlands
- Ilmari Kianto (1874–1970), Schriftsteller
- Toini Gustafsson (* 1938), schwedische Skilangläuferin
- Raimo Seppänen (* 1950), Biathlet
- Osmo Tapio Räihälä (* 1964), Komponist
- Merja Kyllönen (* 1977), Politikerin
- Heikki Kovalainen (* 1981), Formel-1-Rennfahrer
- Janne Pesonen (* 1982), Eishockeyspieler